# Grand Prix of Baltimore
Der Grand Prix of Baltimore war ein Automobilrennen der höchsten Kategorie im American Championship Car Racing in den Streets of Baltimore in Baltimore, Maryland, Vereinigte Staaten. Die Veranstaltung fand von 2011 bis 2013 im Rahmen der IndyCar Series statt.

## Ergebnisse
| Auflage | Jahr | Serie          | Sieger                               | Zweiter                          | Dritter                                | Pole-Position                  | Schnellste Runde                       |
| ------- | ---- | -------------- | ------------------------------------ | -------------------------------- | -------------------------------------- | ------------------------------ | -------------------------------------- |
| 1       | 2011 | IndyCar Series | Will Power (Dallara-Honda)           | Oriol Servià (Dallara-Honda)     | Tony Kanaan (Dallara-Honda)            | Will Power (Dallara-Honda)     | Will Power (Dallara-Honda)             |
| 2       | 2012 | IndyCar Series | Ryan Hunter-Reay (Dallara-Chevrolet) | Ryan Briscoe (Dallara-Chevrolet) | Simon Pagenaud (Dallara-Honda)         | Will Power (Dallara-Chevrolet) | Will Power (Dallara-Chevrolet)         |
| 3       | 2013 | IndyCar Series | Simon Pagenaud (Dallara-Honda)       | Josef Newgarden (Dallara-Honda)  | Sébastien Bourdais (Dallara-Chevrolet) | Scott Dixon (Dallara-Honda)    | Sébastien Bourdais (Dallara-Chevrolet) |